# Yashichirō Takahashi
Yashichiro Takahashi (高橋弥七郎 Takahashi Yashichirō?) es un novelista japonés que nació en Osaka, Japón. Es el creador de la famosa novela Shakugan no Shana, esta también ha sido adaptada al manga, al anime, a dos videojuegos y un radio drama. La serie ha tenido tanta popularidad en Japón, que los productores del anime decidieron hacer una película. Takahashi creó otra novela bajo el título de A/B Extreme, la cual ganó halagos honorables en la 8.ª  Dengeki Novel Prize. Gran parte de su trabajo incluyen referencias de tokusatsu Choukou Senshi Changéríon (超光戦士シャンゼリオン Choukou Senshi Changèrion?).

## Trabajos

### A/B Extreme
- A/B Extreme - CASE-314 Emperor
- A/B Extreme - Mask of Nicolaus
- A/B Extreme - Dream of Abraxas

### Novelas ligeras de Shakugan no Shana
- Shakugan no Shana
- Shakugan no Shana II
- Shakugan no Shana III
- Shakugan no Shana IV
- Shakugan no Shana V
- Shakugan no Shana VI
- Shakugan no Shana VII
- Shakugan no Shana VIII
- Shakugan no Shana IX
- Shakugan no Shana 0
- Shakugan no Shana X
- Shakugan no Shana XI
- Shakugan no Shana XII
- Shakugan no Shana S
- Shakugan no Shana XIII
- Shakugan no Shana XIV
- Shakugan no Shana XV
- Shakugan no Shana XVI
- Shakugan no Shana SII
- Shakugan no Shana XVII
- Shakugan no Shana XVIII
- Shakugan no Shana XIX

### Otros Trabajos
- Bokusatsu Tenshi Dokuro-chan desu (novela ligera) (Recopilación)